# Canton d'Approuague-Kaw
Canton d'Approuague-Kaw (franska: Canton d’Approuague-Kaw) är ett arrondissement i Franska Guyana (Frankrike). Det ligger i den centrala delen av Franska Guyana, 80 km söder om huvudstaden Cayenne.